# Состав русской армии, действовавшей на Балканах во время Русско-турецкой войны (1877—1878)
Боевое расписание русской армии на Балканах в русско-турецкую войну 1877—1878 годов.
В расписании указаны подчинённость отдельных воинских частей бригадам, дивизиям и корпусам, их командиры на момент объявления мобилизации с последующими изменениями.
Главнокомандующий действующей армией великий князь Николай Николаевич Старший.
Начальник штаба действующей армии — А. Непокойчицкий, генерал от инфантерии.

## Гвардейский корпус
Командир корпуса — наследник цесаревич Александр Александрович, затем (временно) генерал-лейтенант граф П. А. Шувалов
- 1-я гвардейская пехотная дивизия — великий князь Владимир Александрович, затем (временно) генерал-майор О. Е. Раух

- 1-я бригада — генерал-майор принц А. П. Ольденбургский

- Лейб-гвардии Преображенский полк — полковник (генерал-майор) Н. Н. Оболенский, затем полковник Авинов (временно)
- Лейб-гвардии Семёновский полк — генерал-майор С. П. Эттер, затем полковник Г. Э. Рамзай

- 2-я бригада — генерал-майор О. Е. Раух (он же начальник дивизии)

- Лейб-гвардии Измайловский полк — генерал-майор Н. В. Эллис 2-й, затем полковник А. И. Тарасов, генерал-майор Г. К. Маклаков
- Лейб-гвардии Егерский полк — полковник А. А. Челищев

- Лейб-гвардии 1-я артиллерийская бригада — генерал-майор Э. Э. Овандер

- 2-я гвардейская пехотная дивизия — генерал-лейтенант граф П. А. Шувалов (он же начальник корпуса)

- 1-я бригада — генерал-майор Н. Е. Баранов, затем генерал-майор Л. Л. Зедделер, генерал-майор Н. П. Брок

- Лейб-гвардии Московский полк — Н. П. Брок, затем полковник О.-Ф. К. Гриппенберг
- Лейб-гвардии Гренадерский полк — полковник Ю. В. Любовицкий

- 2-я бригада (генерал-майор Н. О. Розенбах, затем генерал-майор С. П. Эттер

- Лейб-гвардии Павловский полк — полковник К. К. Шмит, полковник К. А. Рунов (временно)
- Лейб-гвардии Финляндский полк — полковник В. Н. Лавров, затем полковник Г. И. Шмидт

- Лейб-гвардии 2-я артиллерийская бригада — полковник И. М. Бураго, затем полковник Кршивоблоцкий

- 3-я гвардейская пехотная дивизия — генерал-лейтенант В. В. Каталей, затем генерал-лейтенант В. Д. Дандевиль

- 1-я бригада — генерал-майор Д. А. Философов, затем генерал-майор Н. В. Эллис 2-й

- Лейб-гвардии Литовский полк (полковник К.-В. Г. Арпсгофен)
- Кексгольмский гренадерский полк — генерал-майор В. П. Витторф, затем подполковник Я. П. Авенариус, полковник Костырев

- 2-я бригада — генерал-майор А. Г. Бремзен

- Санкт-Петербургский гренадерский полк — полковник Будкин, затем майор А. И. Мерклинг, генерал-майор А. Н. Курлов
- Лейб-гвардии Волынский полк — генерал-майор М. Ф. Миркович, затем полковник В. Л. Обер

- 3-я гвардейская и гренадерская артиллерийская бригада — полковник М. А. Зиновьев

- 2-я гвардейская кавалерийская дивизия — генерал-лейтенант И. В. Гурко, затем генерал-лейтенант А. Ф. Дризен

- 1-я бригада — генерал-майор В. А. Клот

- Лейб-гвардии Конно-гренадерский полк — генерал-майор К. Н. Ламздорф
- Лейб-гвардии Уланский полк — генерал-майор Н. П. Эттер, затем генерал-майор А. П. Струков, полковник А. М. Пилсудский

- 2-я бригада — генерал-майор Н. С. Леонов

- Лейб-гвардии Драгунский полк — полковник Ланц (Карл Карлович?), с 22.01.1878 полковник Г. А. Ковалевский
- Лейб-гвардии Гусарский полк — полковник Ф. Е. Мейендорф, затем полковник С. В. Олив

- 3-я бригада — генерал-майор А. П. де Бальмен

- Лейб-гвардии Уланский Его Величества полк — полковник Н. К. Притвиц
- Лейб-гвардии Гродненский гусарский полк — принц Альберт Саксен-Альтенбургский
- Лейб-гвардии Казачий полк — полковник А. Г. Жеребков

- Лейб-гвардии конно-артиллерийская бригада — генерал-майор А. Д. Шепелев

- Лейб-гвардии стрелковая бригада — генерал-майор А. В. Эллис 1-й

- лейб-гвардии 1-й стрелковый Его Величества батальон — полковник М. А. Эбелинг, затем полковник Г. Р. Васмунд
- лейб-гвардии 2-й стрелковый батальон — полковник О.-Ф. К. Гриппенберг, затем половник И. К. Теннер
- лейб-гвардии 3-й стрелковый батальон — ?, затем полковник В. Б. Прокопе
- лейб-гвардии 4-й стрелковый Императорской фамилии батальон — полковник В. П. Клейнмихель

- Команда лейб-гвардии Сапёрного батальона — полковник В. Д. Скалон

## Гренадерский корпус
Командир корпуса — генерал-лейтенант И. С. Ганецкий, затем М. Н. Дохтуров
- 2-я гренадерская дивизия — генерал-лейтенант В. К. Свечин, затем генерал-лейтенант А. И. Цвецинский

- 1-я бригада — генерал-майор Н. М. Цёге-фон-Мантейфель

- 5-й гренадерский Киевский полк — полковник М. Н. Пущин
- 6-й гренадерский Таврический полк — полковник Ф. Ф. Голубев

- 2-я бригада — генерал-майор С. С. Гадон

- 7-й гренадерский Самогитский полк — полковник Л. К. Михайлов)
- 8-й гренадерский Московский полк — полковник И. К. Бурзи)

- 2-я гренадерская артиллерийская бригада

- 3-я гренадерская дивизия — генерал-майор М. П. Данилов

- 1-я бригада — генерал-майор П. Н. Сорокин

- 9-й гренадерский Сибирский полк — полковник В. К. Водар
- 10-й гренадерский Малороссийский полк — полковник А. Н. Курлов

- 2-я бригада — генерал-майор Л. К. Квитницкий

- 11-й гренадерский Фанагорийский полк — полковник В. К. Кюстер
- 12-й гренадерский Астраханский полк — полковник П. И. Радзишевский, затем полковник Г. В. Крюков

- 3-я гренадерская артиллерийская бригада — генерал-майор Н. П. Сидоров

## 1-й армейский корпус
Командир корпуса генерал-лейтенант князь А. П. Барклай-де-Толли-Веймарн
- 24-я пехотная дивизия — генерал-лейтенант К. И. Гершельман, затем генерал-майор В. Н. Салов

- 1-я бригада — генерал-майор К. И. Кононович

- 93-й пехотный Иркутский полк — полковник П. Н. Данилов, затем полковник Лихачёв
- 94-й пехотный Енисейский полк — полковник К. И. Ренвальд)

- 2-я бригада — генерал-майор Р. К. Блофиельд

- 95-й пехотный Красноярский полк — полковник В. П. Голохвастов
- 96-й пехотный Омский полк — полковник Н. М. Васильев

- 24-я артиллерийская бригада — полковник А. Д. Шепелев

- 1-я кавалерийская дивизия — генерал-лейтенант М. Н. Дохтуров

- 1-я бригада — вакансия

- 1-й драгунский Московский полк — полковник Н. К. Языков
- 1-й уланский Санкт-Петербургский полк — полковник В. З. Балк

- 2-я бригада — генерал-майор П. С. Лашкарев

- 1-й гусарский Сумской полк — полковник Л. А. де Траверсе
- 1-й Донской казачий полк — полковник А. В. Кутейников

- 1-я и 2-я конные батареи

## 4-й армейский корпус
Командир корпуса — генерал-лейтенант П. Д. Зотов, генерал-лейтенант Е. Т. Крылов (временно)
- 16-я пехотная дивизия — генерал-лейтенант В. П. Померанцев, затем генерал-майор Ф. И. Гренквист, затем генерал-майор М. Д. Скобелев

- 1-я бригада — генерал-майор Н. И. Александров, затем генерал-майор В. А. Тебякин, подполковник Мосцевой (временно), генерал-майор П. П. Томиловский

- 61-й пехотный Владимирский полк — полковник Ильинский, затем майор Нечаев, полковник В. Ф. Аргамаков
- 62-й пехотный Суздальский полк — полковник Торнау, затем полковник Длотовский, полковник Эрн

- 2-я бригада — генерал-майор Ф. И. Гренквист, затем полковник П. П. Томиловский , полковник В. Ф. Панютин

- 63-й пехотный Углицкий полк — полковник Томиловский (Пётр), затем полковник В. Ф. Панютин, затем полковник Мосцевой
- 64-й пехотный Казанский полк — полковник В. А. Тебякин, затем полковник М. Х. Лео

- 16-я артиллерийская бригада (генерал-майор Боретти, по другим данным — полковник И. Б. Седлецкий

- 30-я пехотная дивизия — генерал-лейтенант Н. Н. Пузанов, затем генерал-майор Н. Ф. Шнитников

- 1-я бригада — генерал-майор П. А. Полторацкий

- 117-й пехотный Ярославский полк — полковник Хитрово (Фёдор), затем подполковник М. Ф. Леонтовский
- 118-й пехотный Шуйский полк — полковник Ф. К. Каульбарс, затем подполковник Солиньяк, затем полковник Лыщинский

- 2-я бригада — генерал-майор А. М. Божерянов, затем генерал-майор Ф. Ф. Каппель

- 119-й пехотный Коломенский полк — полковник Ф. Т. Гейкинг, затем подполковник Пеньковский
- 120-й пехотный Серпуховский полк — полковник К. В. Граве, затем майор Трубачёв, затем полковник В. С. Саранчов

- 7-й и 8-й резервные пехотные батальоны

- 30-я артиллерийская бригада — полковник А. Д. Свиньин

- 4-я кавалерийская дивизия — генерал-лейтенант Е. Т. Крылов

- 1-я бригада — генерал-майор В. Н. Леонтьев

- 4-й драгунский Екатеринославский полк — полковник А. М. Ребиндер
- 4-й уланский Харьковский полк — полковник В. И. Эртель

- 2-я бригада — генерал-майор П. П. Макаров

- 4-й гусарский Мариупольский полк — полковник Эксе, затем полковник Янишевский, затем полковник О. О. Штакельберг
- 4-й Донской казачий полк — полковник Власов

- 7-я и 8-я конные батареи

## 8-й армейский корпус
Командир корпуса — генерал-лейтенант Ф. Ф. Радецкий
- 9-я пехотная дивизия — генерал-лейтенант князь Н. И. Святополк-Мирский, затем генерал-майор А. В. Аносов (временно)

- 1-я бригада — генерал-майор И. Е. Борейша, затем генерал-майор А. В. Домбровский

- 33-й пехотный Елецкий полк — полковник Громан
- 34-й пехотный Севский полк — полковник Э. В. Жиржинский

- 2-я бригада — генерал-майор В. Ф. Дерожинский, затем генерал-майор П. Я. Ракуза

- 35-й пехотный Брянский полк — полковник А. И. Липинский, затем полковник Э. Г. Эллерс
- 36-й пехотный Орловский полк — полковник Беляев (по другим данным, полковник Густав Линдстрем), затем полковник Г. В. Пфейфер, подполковник Хоменко (Митрофан), полковник Куницкий, полковник П. А. Пичугин

- 9-я артиллерийская бригада — генерал-майор А. В. Аносов, затем полковник Пржевалинский

- 14-я пехотная дивизия — генерал-майор М. И. Драгомиров, затем генерал-майор М. Ф. Петрушевский

- 1-я бригада — генерал-майор М. А. Иолшин

- 53-й пехотный Волынский полк — полковник Н. П. Родионов, затем полковник Н. А. Адлерберг
- 54-й пехотный Минский полк — полковник В. К. Мольский, затем подполковник Р. П. Липранди

- 2-я бригада (генерал-майор М. Ф. Петрушевский, затем генерал-майор В. К. Мольский

- 55-й пехотный Подольский полк — полковник М. Л. Духонин, затем полковник Шиманович, полковник Гернгросс (Алексей Александрович?)
- 56-й пехотный Житомирский полк — полковник И. И. Тяжельников, затем полковник И. В. Баков

- 14-я артиллерийская бригада — полковник М. А. Зиновьев, затем полковник Э. Н. Мещерский, полковник С. Я. Худяков

- 8-я кавалерийская дивизия — генерал-лейтенант А. Н. Манвелов, затем генерал-майор А. И. Шухт

- 1-я бригада — генерал-майор С. С. Леонов 2-й

- 8-й драгунский Астраханский полк — полковник Н. И. Мацылевич
- 8-й уланский Вознесенский полк — полковник Коровиченко (Александр), затем майор И. Датиев, полковник Бах

- 2-я бригада — генерал-майор А. И. Шухт

- 8-й гусарский Лубенский полк — полковник Г. А. Бороздин
- 8-й Донской казачий полк — полковник В. П. Желтоножкин, затем войсковой старшина Загряцкий

- 9-я и 15-я конные батареи

## 9-й армейский корпус
Командир корпуса — генерал-лейтенант барон Н. П. Криденер, генерал-лейтенант В. К. Свечин
- 5-я пехотная дивизия — генерал-лейтенант Ю. И. Шильдер-Шульднер

- 1-я бригада — генерал-майор А. В. Кнорринг, затем генерал-майор Н. П. Родионов, полковник С. В. Рыкачёв

- 17-й пехотный Архангелогородский полк — полковник И. И. Розенбом, затем подполковник Линдстрем (Николай Владимирович? или Густав?) (временно), затем полковник Н. П. Шлиттер, подполковник Шиханов (временно), полковник А. И. Пантелеев)
- 18-й пехотный Вологодский полк — полковник Н. В. Соловьёв, затем майор (с 16.9.1877 подполковник) Залетин, полковник С. В. Рыкачёв)

- 2-я бригада — генерал-майор М. П. Богацевич

- 19-й пехотный Костромской полк — полковник Клейнгауз, затем подполковник Гуляев (Василий Митрофанович?), полковник Гудим
- 20-й пехотный Галицкий полк — полковник П. А. Разгильдеев, затем подполковник Россудовский (временно), полковник И. И. Вернер, майор Принцевич (временно)

- 5-я артиллерийская бригада — генерал-майор Д. Д. Похитонов

- 31-я пехотная дивизия — генерал-лейтенант Н. Н. Вельяминов

- 1-я бригада — генерал-майор С. Д. Белокопытов

- 121-й пехотный Пензенский полк — полковник Д. А. Конаржевский, затем полковник Потехин (временно)
- 122-й пехотный Тамбовский полк — полковник П. М. Головин)

- 2-я бригада — генерал-майор К. И. Брандт, затем полковник Ц.-А. Я. Клуген

- 123-й пехотный Козловский полк — полковник Степанов, затем подполковник Шульд)
- 124-й пехотный Воронежский полк — полковник Хрущёв, затем полковник Ц.-А. Я. Клуген

- 31-я артиллерийская бригада — генерал-майор Э. В. Гильхен

- 9-я кавалерийская дивизия — генерал-майор Г. А. Лашкарев

- 1-я бригада — генерал-майор А. И. Ратеев

- 9-й драгунский Казанский полк — полковник Я. В. Корево
- 9-й уланский Бугский полк — полковник Н. Г. Горячев

- 2-я бригада — генерал-майор В. К. Ольдекоп, затем генерал-майор Г. Ф. Чернозубов

- 9-й гусарский Киевский полк — полковник барон А. Н. Корф)
- 9-й Донской казачий полк — полковник Нагибин (Александр)

- 16-я конно-артиллерийская батарея — подполковник М. Ф. Ореус

## 11-й армейский корпус
Командир корпуса — генерал-лейтенант князь А. И. Шаховской
- 11-я пехотная дивизия — генерал-майор К. Г. Эрнрот

- 1-я бригада — генерал-майор В. Н. Салов

- 41-й пехотный Селенгинский полк — полковник Н. С. Рик, затем подполковник Богачевич (временно)
- 42-й пехотный Якутский полк

- 2-я бригада — ?, затем полковник М. Л. Духонин (временно), генерал-майор К. Е. Больдт

- 43-й пехотный Охотский полк — полковник В. А. Вилламов, затем полковник Каменский (временно), полковник Карганов (временно), полковник Больдт)
- 44-й пехотный Камчатский полк — ?

- 11-я артиллерийская бригада — полковник И. В. Прейс, затем полковник А. П. Булгарин

- 32-я пехотная дивизия — генерал-лейтенант А. С. Аллер

- 1-я бригада — генерал-майор А. Д. Горшков, с марта 1878 года генерал-майор П. А. Разгильдеев

- 125-й пехотный Курский полк — полковник Ракуза (Пётр Яковлевич?)
- 126-й пехотный Рыльский полк — полковник И. С. Саранчов

- 2-я бригада — генерал-майор А. О. Шмит

- 127-й пехотный Путивльский полк — полковник В. В. Плаксин, затем полковник Владимир Каменский (по другим данным Каменский командовал Охотским пехотным полком)
- 128-й пехотный Старооскольский полк (полковник В. И. Маркозов, затем полковник П. А. Каменноградский

- 32-я артиллерийская бригада — генерал-майор П. В. Мухин, затем полковник П. Н. Скворцов

- 11-я кавалерийская дивизия — генерал-лейтенант Л. А. Татищев, затем генерал-майор П. И. Гильдебрандт

- 1-я бригада — генерал-майор П. И. Гильдебрандт, затем полковник А. К. Рейсиг

- 11-й драгунский Рижский полк — полковник фон В. Э. Вик)
- 11-й уланский Чугуевский полк — полковник А. К. Рейсиг, затем майор Петровский)

- 2-я бригада — генерал-майор А. Ф. Петровский

- 11-й гусарский Изюмский полк — полковник С. И. Санников, затем полковник Ибрагимов
- 11-й Донской казачий полк — полковник Попов

- 4-я и 18-я конные батареи

## 12-й армейский корпус
Командир корпуса — генерал-лейтенант П. С. Ванновский, затем великий князь Владимир Александрович
- 12-я пехотная дивизия — генерал-лейтенант барон А. А. фон Фиркс

- 1-я бригада — генерал-майор Г. П. Цитлядзев

- 45-й пехотный Азовский полк — полковник И. Ф. Невадовский
- 46-й пехотный Днепровский полк — полковник В. Э. Будде

- 2-я бригада — генерал-майор Т. А. Фофанов

- 47-й пехотный Украинский полк — полковник О. И. Немира, затем полковник П. П. Гессе (временно), полковник Д. Н. Шафгаузен-Шенберг-Эк-Шауфус
- 48-й пехотный Одесский полк — полковник Домбровский (Александр Васильевич?), затем полковник Дмитревский, подполковник Иванов, полковник Н. И. Санников)

- 12-я артиллерийская бригада — генерал-майор В. А. Калмыков

- 33-я пехотная дивизия — генерал-майор А. А. Тимофеев

- 1-я бригада — генерал-майор Корево

- 129-й пехотный Бессарабский полк — полковник Кузьминский (Вячеслав)
- 130-й пехотный Херсонский полк — полковник Красунский, затем полковник А. А. Синкевич (по другим данным, он командовал Тираспольским пехотным полком), полковник И.-Н. А. Фельдман

- 2-я бригада — генерал-майор А. К. Шелейховский, затем полковник В. Н. Назимов

- 131-й пехотный Тираспольский полк — полковник А. Г. Власенко (по другим данным, командовал полковник А. А. Синкевич)
- 132-й пехотный Бендерский полк — полковник В. Н. Назимов, затем полковник В. Я. Шелковников

- 33-я артиллерийская бригада — полковник Висковатов (Александр Александрович?), затем капитан Разумихин

- 12-я кавалерийская дивизия — генерал-майор барон А. Ф. Дризен, затем генерал-майор В. Ф. Винберг

- 1-я бригада — генерал-майор А. И. Арнольди

- 12-й драгунский Стародубский полк — полковник К. К. Бодиско, затем полковник А. А. Бильдерлинг, полковник Заблоцкий
- 12-й уланский Белгородский полк — полковник Салтыков

- 2-я бригада — генерал-майор Коссинский

- 12-й гусарский Ахтырский полк — полковник Н. Н. Тевяшов
- 12-й Донской казачий полк — полковник Р. А. Хрещатицкий

- 5-я и 19-я конные батареи

## 13-й армейский корпус
Командир корпуса — генерал-лейтенант А. Ф. Ган, затем генерал-лейтенант Ю. И. Шильдер-Шульднер, генерал-лейтенант К. Н. Манзей
- 1-я пехотная дивизия — генерал-лейтенант Д. Д. Прохоров

- 1-я бригада — генерал-майор А. А. Вуяхевич

- 1-й пехотный Невский полк — полковник Ф. Е. Больдт
- 2-й пехотный Софийский полк — полковник П. В. Владимирский

- 2-я бригада — генерал-майор М. Ф. Дудинский

- 3-й пехотный Нарвский полк — полковник Рут, затем полковник Д. Н. Лесли
- 4-й пехотный Копорский полк — полковник А. К. Гоштовт

- 1-я артиллерийская бригада — генерал-майор Симонов

- 35-я пехотная дивизия — ?, затем генерал-майор Н. Е. Баранов

- 1-я бригада — генерал-майор М. П. Тихменев

- 137-й пехотный Нежинский полк — полковник Тиньков (Александр)
- 138-й пехотный Болховский полк — полковник Буссе (Владимир Вильгельмович?), затем подполковник Флоренский

- 2-я бригада — генерал-майор А. А. Воронов, затем генерал-майор Ф. Е. Больдт, генерал-майор О. Г. Тальберг

- 139-й пехотный Моршанский полк — полковник Венцель (Эдуард Адольфович или Николай Карлович)
- 140-й пехотный Зарайский полк — полковник Н. Н. Назаров, полковник Принц

- 35-я артиллерийская бригада — полковник Микель

- 13-я кавалерийская дивизия — генерал-майор Л. Ф. Раден, затем генерал-майор А. К. Даме

- 1-я бригада — генерал-майор А. К. Даме

- 13-й драгунский Орденский полк — полковник Лермонтов
- 13-й уланский Владимирский полк — полковник Бектеев

- 2-я бригада — генерал-майор А. П. Кульгачёв, затем генерал-майор К. К. Бодиско

- 13-й гусарский Нарвский полк — полковник А. А. Пушкин
- 13-й Донской казачий полк — полковник И. А. Попов

- 13-я и 20-я конные батареи

## 14-й армейский корпус
Командир корпуса — генерал-лейтенант А. Э. Циммерман
- 17-я пехотная дивизия — генерал-майор В. И. Пороховников, затем генерал-майор Д. Е. Жуков

- 1-я бригада — генерал-майор Уфнярский

- 65-й пехотный Московский полк — полковник Д. В. Примо, затем полковник Э. О. Фишер фон Альбах)
- 66-й пехотный Бутырский полк — полковник М. Т. Мевес, затем подполковник Рейнгардт (Александр Львович ?)

- 2-я бригада — генерал-майор В. В. Брандт 3-й, затем генерал-майор А. А. Нильсон

- 67-й пехотный Тарутинский полк — полковник Л. А. Елец, подполковник Ю. Д. Рейнгардт
- 68-й пехотный Бородинский полк — полковник Г. К. Маклаков, затем подполковник Евкевич, полковник Кузжевский

- 17-я артиллерийская бригада — генерал-майор В. В. Фриде, затем полковник В. М. Селиверстов (временно)

- 18-я пехотная дивизия — генерал-лейтенант А. Н. Нарбут

- 1-я бригада — генерал-майор Д. Е. Жуков, затем ?

- 69-й пехотный Рязанский полк — полковник А. Н. Шульгин
- 70-й пехотный Ряжский полк — полковник И. Я. Шелковников

- 2-я бригада — генерал-майор А. П. Донауров

- 71-й пехотный Белёвский полк — полковник Боргстрем
- 72-й пехотный Тульский полк — полковник Щука

- 18-я артиллерийская бригада — генерал-майор Богданов, затем полковник В. М. Селиверстов

- 1-я Донская казачья дивизия — генерал И. И. Шамшев

- 1-я бригада — генерал-майор Н. П. Янов 3-й

- 15-й Донской казачий полк — полковник Голубинцев
- 16-й Донской казачий полк — полковник Слюсарев (Николай Александрович?)

- 2-я бригада — генерал-майор Родионов, затем генерал-майор И. А. Андриянов (по другим данным с 1878 года — генерал-майор Г. Ф. Чернозубов

- 17-й Донской казачий полк — полковник Варламов (Николай Николаевич?)
- 18-й Донской казачий полк — полковник А. М. Измайлов

- 11-я, 16-я и 17-я конные батареи

## Формированиярусской армии, не входящие в состав корпусов
- Конвойный батальон при Главной квартире — полковник С. И. Ключарев

- 2-я пехотная дивизия — генерал-майор А. К. Имеретинский

- 1-я бригада — генерал-майор П. А. Разгильдеев, затем полковник Коль, полковник К. Ю. Эльжановский

- 5-й пехотный Калужский полк — полковник К. Ю. Эльжановский
- 6-й пехотный Либавский полк — полковник Болховитинов, затем подполковник Лихачёв, затем полковник А. Н. Меллер-Закомельский

- 2-я бригада — генерал-майор К. Л. Энгман

- 7-й пехотный Ревельский полк — полковник Писанко (Алексей Иванович?), затем полковник Кочинев
- 8-й пехотный Эстляндский полк — полковник В. М. Головин, затем майор Абрамович

- 2-я артиллерийская бригада

- 3-я пехотная дивизия — генерал-лейтенант П. П. Карцов

- 1-я бригада — вакансия, затем полковник Д. Е. Комаровский, генерал-майор В. Д. Дандевиль, полковник Н. Д. Татищев (временно)

- 9-й пехотный Староингерманландский полк — полковник Н. Д. Татищев
- 10-й пехотный Новоингерманландский полк — полковник Д. Е. Комаровский, затем полковник Панченко (Копченков?)

- 2-я бригада — генерал-майор В. Д. Давыдов

- 11-й пехотный Псковский полк — полковник А. И. Кусов, затем подполковник Кобаро (Кобордо, Александр Константинович?), полковник Н. А. Колзаков, полковник Зубатов
- 12-й пехотный Великолукский полк — полковник Рыдзевский, затем подполковник Н. Э. Беатер, полковник Б. К. Кобордо)

- 3-я артиллерийская бригада — вакансия

- 26-я пехотная дивизия — генерал-лейтенант Э. К. Деллингсгаузен, затем генерал-майор Н. Н. Малахов

- 1-я бригада — генерал-майор Н. Н. Малахов, затем генерал-майор Данилов (Василий Павлович?)

- 101-й пехотный Пермский полк — полковник К. А. Шульц, затем полковник В. Б. Прокопе 1-й, полковник В. В. Будкин, полковник А. А. Энгельгардт
- 102-й пехотный Вятский полк — полковник Ф. С. Шахмаметьев)

- 2-я бригада — генерал-майор И. С. Бизяев

- 103-й пехотный Петрозаводский полк — полковник М. М. Шульгин
- 104-й пехотный Устюжский полк — полковник И. И. Тывалович

- 26-я артиллерийская бригада — полковник Ф.-Г. А. Линген

- 3-я стрелковая бригада — генерал-майор В. М. Добровольский, затем полковник В. М. Курсель: 9-й, 10-й, 11-й, 12-й стрелковые батальоны

- 4-я стрелковая бригада — генерал-майор А. И. Цвецинский, затем полковник К. Э. Крок: 13-й, 14-й, 15-й и 16-й стрелковые батальоны

- Сводная Кавказская казачья дивизия — генерал-майор Пётр Александрович Черевин

- 1-я бригада — генерал-майор Иван Фёдорович Тутолмин

- 2-й Кубанский казачий полк — ?, затем подполковник Клюки фон Клугенау (Александр Францевич или Владимир Францевич), полковник С. Я. Кухаренко
- 30-й Донской казачий полк — полковник Д. И. Орлов, полковник Иловайский (Иван Васильевич?), затем подполковник М. И. Греков (временно)

- 2-я бригада — ?, затем полковник Г. Ф. Чернозубов

- Владикавказско-осетинский казачий полк
- Верхнетерские горные конный и регулярный полки
- 1-я Донская казачья конная батарея

- 2-я Донская казачья дивизия — генерал-майор В. А. Родионов

- 24-й Донской казачий полк — полковник Шамшев
- 36-й Донской казачий полк — подполковник Калинин, затем есаул Костин, войсковой старшина Андронов
- 38-й Донской казачий полк — подполковник Поляков
- 39-й Донской казачий полк — войсковой старшина Андронов

- 1-я конная Донская казачья батарея

- Отдельные казачьи полки, батальоны и сотни:

- 21-й Донской казачий полк — полковник (с 10.9.1877 генерал-майор) Н. В. Курнаков
- 23-й Донской казачий полк — полковник Греков
- 26-й Донской казачий полк — полковник Д. В. Краснов
- 29-й Донской казачий полк — полковник Х. В. Пономарёв
- 31-й Донской казачий полк — полковник Рубашкин
- 34-й Донской казачий полк — подполковник В. П. Короченцов, затем войсковой старшина Текучев)
- 35-й Донской казачий полк — подполковник Черевков
- 37-й Донской казачий полк — полковник И. В. Иловайский
- 40-й Донской казачий полк — подполковник Дмитриев
- Владикавказский казачий полк — полковник П. А. Левиз-оф-Менар
- 1-й Кубанский казачий полк — подполковник Кухаренко (Николай Яковлевич или Степан Яковлевич)
- Терско-Горский конно-иррегулярный полк — полковник Панкратов
- Лейб-гвардии атаманский полк — полковник А. Д. Мартынов
- Уральско-кавказская сотня
- 7-й пластунский батальон Кубанского казачьего войска
- Две отдельные сотни пластунов Кубанского казачьего войска

- 1-й жандармский эскадрон — полковник Рерберг
- 3-й жандармский эскадрон — ?, затем штабс-капитан Павленко
- 7-я, 8-я, 10-я, 15-я, 18-я, и 22-я, 23-я, 24-я Донские казачьи батареи
- 1-я и 2-я горные батареи
- Осадная артиллерия
- Скорострельная батарея

- 2-я сапёрная бригада — генерал-майор А. И. Рейтлингер

- 2-й, 3-й и 4-й сапёрные батальоны
- 3-й и 4-й понтонные батальоны
- 3-й и 4-й военно-телеграфные парки

- 3-я сапёрная бригада — генерал-майор А. К. Рихтер, затем полковник Извеков (Александр Николаевич?)

- 5-й, 6-й и 7-й сапёрные батальоны
- 3-й, 4-й, 5-й и 6-й понтонные полубатальоны
- 5-й и 6-й военно-телеграфные парки

- 4-й железнодорожный батальон — полковник Горскин
- Отдельный сводный экипаж Черноморского флота — капитан-лейтенант Беклешов (Леонид или Евгений?)
- 1-я резервная пехотная дивизия — генерал-лейтенант В. Н. Мацнев
- 2-я резервная пехотная дивизия — генерал-майор В. Л. Токмачёв

- 13, 14, 15, 16, 17, 18, 19, 20, 21, 22, 23 и 24-й резервные пехотные батальоны

- 4-я резервная пехотная дивизия — генерал-лейтенант Шульман (Родион Густавович?)
- 6-я резервная пехотная дивизия — генерал-лейтенант ?
- 4-я резервная артиллерийская бригада — полковник Высоцкий

## Болгарское ополчение
Командующий — генерал-майор Н. Г. Столетов, затем генерал-майор Ф. В. Давыдов
- 1-я бригада — полковник Л. Д. Вяземский, затем полковник К. И. Кесяков

- 1-я дружина ополчения — подполковник К. И. Кесяков
- 2-я дружина ополчения — майор Куртьянов

- 2-я бригада — полковник Корсаков, затем подполковник П. Т. Редькин

- 3-я дружина ополчения — подполковник П. П. Калитин, затем штабс-ротмистр (с 1878 года майор) Чиляев (Константин)
- 4-я дружина ополчения — майор П. Т. Редькин

- 3-я бригада — вакансия, затем полковник М. П. Толстой, полковник Энгельгардт

- 5-я дружина ополчения — подполковник К. К. Нищенко, затем капитан Амосов, майор Попов
- 6-я дружина ополчения — майор Беляев

- Без бригадного подчинения:

- 7-я дружина ополчения — подполковник Тизенгаузен
- 8-я дружина ополчения — штабс-капитан Н. И. Мерчанский
- 9-я дружина ополчения — подполковник Львов
- 10-я дружина ополчения — майор И. П. Доршпрунг-Целица
- 11-я дружина ополчения — подполковник Гаспаревский
- 12-я дружина ополчения — майор Корнилович
- одна болгарская конная сотня

## Корпуса, находящиеся на охране Черноморского побережья
Эти корпуса, формально входя в состав Действующей армии, de facto в боевых действиях участия не принимали (за исключением некоторых артиллерийских и инженерных частей) и обеспечивали прикрытие тыла и маршевые пополнения для войск на Балканах.
- 7-й армейский корпус — командир генерал-лейтенант Н. С. Ганецкий — в Херсонской губернии

- 15-я пехотная дивизия
- 36-я пехотная дивизия — командир генерал-лейтенант В. Н. Верёвкин
- 7-я кавалерийская дивизия
- 36-я артиллерийская бригада — полковник Н. Д. Промтов— в начале 1878 года была переброшена на Балканы

- 10-й армейский корпус — командир генерал-лейтенант С. М. Воронцов — в Таврической губернии

- 13-я пехотная дивизия
- 34-я пехотная дивизия
- 10-я кавалерийская дивизия